# Galina Andrejewna Golodkowskaja
Galina Andrejewna Golodkowskaja (russisch Галина Андреевна Голодковская; * 11. März 1927 im Dorf Totschna (Monastyrschtschinski rajon); † 16. Januar 2011 in Moskau) war eine russische Geologin und Hochschullehrerin.

## Leben
Golodkowskaja studierte 1943–1948 an der Fakultät für Geologie der Lomonossow-Universität Moskau (MGU) mit Abschluss am Lehrstuhl für Bodenkunde als Hydrogeologin und begann dann dort die Aspirantur. Ab 1951 arbeitete sie am Lehrstuhl als Assistentin. 1958 verteidigte sie ihre bei Iwan Wassiljewitsch Popow angefertigte Kandidat-Dissertation über die Entstehungsgeschichte und die ingenieurgeologischen Charakteristika des rechten Steilufers der Wolga zwischen Gorki und Tscheboksary. 1959 wurde sie Dozentin. 1968 verteidigte sie ihre Doktor-Dissertation über eine regionale ingenieurgeologische Untersuchung von Territorien auf der Basis einer geologischen Strukturanalyse am Beispiel ausgewählter Regionen Ostsibiriens. 1969 folgte die Ernennung zur Professorin.
Golodkowskaja lieferte wichtige Beiträge zur Geodynamik, zur regionalen Ingenieurgeologie und zur Geoökologie. Ihre Forschungsarbeiten waren verbunden mit der Erkundung und Exploration von Lagerstätten. Sie nahm an einer Reihe von ingenieurgeologischen Expeditionen in verschiedene Regionen der UdSSR teil. Sie leitete eine Gruppe der Wolga-Kama-Expedition (1952–1955). Sie arbeitete in der komplexen Amur-Expedition mit (1957–1960). Sie leitete die ingenieurgeologische Krasnojarsk-Expedition (1960–1965). Sie war 1965–1990 wissenschaftliche Leiterin der Norilsk-Expedition. Sie arbeitete mit dem Lehrstuhl für Ingenieurgeologie der Comenius-Universität Bratislava zusammen. Sie hielt Gastvorlesungen an der Universität Warschau und an der Bergakademie Freiberg.
Golodkowskaja wurde auf dem Donskoi-Friedhof begraben.

## Ehrungen, Preise
- Jubiläumsmedaille „Zum Gedenken an den 100. Geburtstag von Wladimir Iljitsch Lenin“
- Medaille „Veteran der Arbeit“
- Staatspreis der UdSSR (1988)[3]
- Verdiente Wissenschaftlerin der Russischen Föderation (1993)[3]
- Verdiente Professorin der MGU (1996)[3]
- Preis der Stadt Moskau im Bereich Umweltschutz (2002)